# Najib Razak
Najib Razak (sinh ngày 23 tháng 7 năm 1953 tại Kuala Lipis, Pahang) là thủ tướng thứ sáu của Malaysia từ tháng 4 2009 tới tháng 5 2018, đang vướng vào cáo buộc tham nhũng.
Vào ngày 3 tháng 7 năm 2018, Najib đã bị Ủy ban chống tham nhũng Malaysia (MACC) bắt giữ, điều tra về việc 42 triệu đô la (10,6 triệu đô la Mỹ) được chuyển từ SRC International vào tài khoản ngân hàng của Najib. Cảnh sát đã thu giữ 1.400 dây chuyền, 567 túi xách, 423 đồng hồ, 2.200 nhẫn, 1.600 trâm cài và 14 vương miện trị giá 273 triệu USD.
Vào ngày 28 tháng 7 năm 2020, Tòa án tại Malaysia kết án Najib 12 năm tù sau khi xác định ông phạm bảy tội danh trong phiên xử đầu tiên liên quan tới vụ tham nhũng trị giá nhiều triệu đô la.
Vào ngày 8 tháng 12 năm 2021, Tòa án phúc thẩm Putrajaya tuyên bố giữ nguyên bản án 12 năm tù đối với Najib liên quan đến vụ bê bối Quỹ đầu tư Nhà nước Malaysia (1MDB) gây thất thoát hàng tỷ USD.
Vào ngày 23 tháng 8 năm 2022, Tòa án tối cao Malaysia tuyên y án đối với Najib về các tội danh tham nhũng. Najib bắt đầu thụ án tù 12 năm tại nhà tù Kajang ở bang Selangor. Vào ngày 2 tháng 2 năm 2024, Hội đồng Ân xá nước này quyết định giảm án xuống còn 6 năm tù.

## Sự nghiệp chính trị
Najib trở thành thủ tướng Malaysia vào năm 2009. Trong thời gian cầm quyền, ông đã thực thi thuế tiêu thụ 6% và dính líu đến vụ bê bối tham nhũng 1MDB dẫn đến một loạt các cuộc biểu tình kêu gọi ông từ chức. Phản ứng của Najib trước cáo buộc tham nhũng là tập trung quyền lực, thay thế phó thủ tướng, kiện cựu chủ tịch Công hội người Hoa Malaysia (MCA) Lâm Lương Thực vì tội phỉ báng và đóng băng việc xuất bản hai tờ báo.
Ngày 9 tháng 5 năm 2018, ông đã thất bại trước cựu Thủ tướng, Mahathir Mohamad trong cuộc tổng tuyển cử toàn quốc tại Malaysia, chấm dứt 60 năm cầm quyền của Liên minh Mặt trận Dân tộc (BN).
Ngày 12 tháng 5 năm 2018, Najib bị cấm không được ra khỏi nước vì các cáo buộc tội tham nhũng.
Ngày 28 tháng 7 năm 2020, Najib bị tuyên án 12 năm tù và phải nộp phạt 210 triệu ringgit (tương đương 49,3 triệu USD) với tội danh liên quan đến vụ bê bối tham nhũng quỹ đầu tư nhà nước 1Malaysia Development Berhad (1MDB). Đây là lần đầu tiên tòa án của quốc gia này buộc tội một cựu Thủ tướng.
Ngày 18 tháng 9 năm 2021, Najib không loại trừ khả năng tham gia tranh cử trong cuộc bầu cử Quốc hội vào năm 2023. Khi được hỏi liệu ông có tranh cử trong các cuộc bầu cử tiếp theo sẽ diễn ra vào năm 2023 hay không, Najib trả lời: "Bất kỳ chính trị gia nào muốn đóng một vai trò nào đó sẽ muốn một ghế trong quốc hội". Tuy nhiên, ông từ chối tiết lộ chi tiết làm thế nào để có thể vượt qua các rào cản pháp lý.

## Tranh cãi & chỉ trích

### Vụ bê bối 1Malaysia Development Berhad

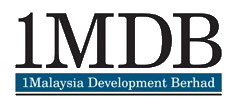
1Malaysia Development Berhad

Quỹ 1Malaysia Development Berhad (1MDB) do Najib sáng lập năm 2009 nhằm phát triển kinh tế - xã hội. Các nhà điều tra Malaysia và Mỹ cho rằng quỹ này đã để thất thoát khoảng 4,5 tỷ USD trong thời gian từ 2009 - 2015, trong khi khoảng 1 tỷ USD được gửi vào các tài khoản cá nhân của ông Najib. Vụ bê bối là cũng một trong những nguyên nhân khiến ông Najib thất bại trong cuộc bầu cử năm 2018.
Vào năm 2015, Najib khi đó bị cáo buộc chuyển hơn 2,67 tỷ RM (gần 700 triệu USD) từ 1MDB, một công ty phát triển chiến lược do chính phủ điều hành, vào tài khoản ngân hàng cá nhân của ông. Sự kiện này đã gây ra sự chỉ trích rộng rãi từ người Malaysia, với nhiều người kêu gọi từ chức của Najib - bao gồm cả Tiến sĩ Mahathir Mohamad, một trong những Thủ tướng tiền nhiệm của ông Najib, người cuối cùng đã đánh bại Najib để trở lại nắm quyền sau cuộc tổng tuyển cử năm 2018.
Nhà lãnh đạo chính trị Anwar Ibrahim đã công khai đặt câu hỏi về giấy chứng nhận của 1MDB. Ông nói với Nghị viện rằng theo hồ sơ của ủy ban công ty, công ty "không có địa chỉ kinh doanh và không có kiểm toán viên được chỉ định." Theo các tài khoản được nộp công khai, 1MDB có khoản nợ gần 42 tỉ RM (11.73 tỉ USD). Một số khoản nợ này phát sinh từ khoản phát hành trái phiếu $3 tỉ USD năm 2013 do nhà nước bảo lãnh và Goldman Sachs dẫn đầu, mà họ được tin là đã kiếm được khoảng phí lên tới $300 triệu USD, mặc dù còn có tranh cãi về con số này. Hội nghị các quân chủ Malaysia đã kêu gọi các cuộc điều tra của chính phủ phải được hoàn thành càng sớm càng tốt, nói rằng vấn đề này đang gây ra một cuộc khủng hoảng niềm tin ở Malaysia.

#### Bị bắt và xét xử
Sau cuộc bầu cử năm 2018, Thủ tướng mới được bầu, Mahathir Mohamad, cho biết có đủ bằng chứng để mở lại một cuộc điều tra về vụ bê bối 1MDB. Trong những tháng sau cuộc bầu cử, nhà chức trách Malaysia cấm Najib rời khỏi đất nước, thu giữ một lượng lớn tiền mặt và các vật phẩm có giá trị từ các cơ sở liên quan đến ông ta, và buộc tội ông ta vi phạm hình sự về tội phạm, rửa tiền và lạm quyền, trong khi Jho Low bị buộc tội rửa tiền. Đã nộp đơn khiếu nại cáo buộc rằng hơn 4,5 tỉ USD đã được Jho Low và các những kẻ chủ mưu khác chuyển từ 1MDB bao gồm các quan chức từ Malaysia, Saudi Arabia và Các Tiểu vương quốc Ả Rập Thống nhất, Bộ Tư pháp Hoa Kỳ cho biết họ sẽ tiếp tục theo đuổi các cuộc điều tra về 1MDB và mong đợi làm việc với nhà chức trách Malaysia.
Ngày 3 tháng 7 năm 2018, ông bị bắt sau loạt cáo buộc liên quan đến việc hàng tỷ USD biến mất khỏi một quỹ đầu tư nhà nước. Cơ quan công tố Hoa Kỳ cho rằng số tiền 700 triệu USD đã được chuyển từ 1MDB vào tài khoản cá nhân của ông Najib. Tuần trước đó, cảnh sát Malaysia tuyên bố đã thu giữ số tài sản trị giá 273 triệu USD, gồm nhiều nữ trang, túi xách hàng hiệu, tiền mặt... từ nhiều căn nhà liên quan đến ông Najib và vợ ông là bà Rosmah Mansor. Người đứng đầu cơ quan tội phạm thương mại của Malaysia gọi đây là "vụ tịch thu tài sản lớn nhất trong lịch sử Malaysia".
Ngày 3 tháng 4 năm 2019, Malaysia đã mở phiên tòa xét xử Najib với các cáo buộc tham nhũng liên quan vụ bê bối Quỹ Đầu tư nhà nước 1Malaysia (1MDB). Trong phiên xét xử đầu tiên này, Najib phải đối mặt với bảy cáo buộc, gồm lợi dụng tín nhiệm, tham nhũng và rửa tiền, vốn được cho là giúp ông "bỏ túi" hơn 10 triệu USD. Najib đã bác bỏ mọi cáo buộc trên.
Ngày 28 tháng 7 năm 2020, Tòa án Malaysia tuyên phạt Najib 12 năm tù và gần 50 triệu USD vì tội danh liên quan đến vụ bê bối tham nhũng tại quỹ nhà nước 1MDB.
Ngày 5 tháng 4 năm 2021, Najib bắt đầu quá trình kháng cáo bản án về tội tham nhũng liên quan đến vụ bê bối tại Quỹ đầu tư nhà nước Malaysia 1MDB trị giá hàng tỷ USD.
Ngày 6 tháng 4 năm 2021, Najib cho biết giới chức thuế đã gửi thông báo yêu cầu ông thanh toán hóa đơn thuế, cộng thêm chi phí bổ sung, nếu không họ sẽ bắt đầu thủ tục tuyên bố phá sản đối với ông. Nếu bị tuyên bố phá sản do không đóng hơn 400 triệu USD tiền thuế, Najib sẽ mất ghế tại Quốc hội và bị cấm ra tranh cử.
Ngày 8 tháng 12 năm 2021, tòa án tại Malaysia bác bỏ đơn kháng án của Najib, giữ nguyên bản án 12 năm tù trong vụ bê bối biển thủ số tiền lớn từ quỹ nhà nước 1MDB do ông thành lập năm 2009. Najib đang được tại ngoại và tham dự phiên tòa trực tuyến cùng đội ngũ luật sư.
Ngày 23 tháng 8 năm 2022, tòa án Liên bang Malaysia đã giữ nguyên phán quyết tuyên án tù 12 năm vì tội tham nhũng đối với Najib. Ngày 31 tháng 3 năm 2023, tòa án Liên bang đã bác yêu cầu xét xử lại vụ án của Najib.

### Chi mua trang sức
Najib đã chi 3,35 triệu ringgit, tương đương 18,9 tỷ đồng, chỉ trong một ngày để mua sắm trang sức và đồng hồ Thụy Sĩ ở Italia, khi còn là Thủ tướng Malaysia.
Najib đã dùng hai thẻ tín dụng Ambank, mỗi thẻ có hạn mức 3 triệu, để thanh toán cho lần mua hàng vào ngày 8/8/2014. Theo The Star, thông tin trên được đưa ra tại phiên tòa xét xử Najib về tội tham nhũng, diễn ra ở Kuala Lumpur.
Cũng theo thông tin tại tòa, chỉ vài tháng sau, ông Najib Razak chi thêm 446.000 ringgit tại một cửa hàng của Chanel ở Hawaii, Mỹ và 127.000 ringgit ở khách sạn sang trọng Shangri-la ở Bangkok, Thái Lan cũng bằng các thẻ tín dụng trên. Mọi khoản thanh toán đều được ghi vào tài khoản của ông Najib tại Ambank, các công tố viên cho biết.
Lối sống giàu sang của Najib và vợ từng là nguồn gốc gây bất bình trong dân chúng tại Malaysia trong thời gian ông nắm quyền Thủ tướng.

### Vợ bị buộc tội nhận hối lộ
Ngày 4 tháng 10 năm 2018, Vợ của Najib, Rosmah Mansor đã bị buộc tội rửa tiền liên quan tới vụ bê bối thất thoát hàng tỷ USD tại Quỹ Đầu tư Nhà nước 1Malaysia (1MDB). Tuy nhiên, Rosmah đã không nhận tội với 17 cáo buộc rửa tiền tại tòa án. Các công tố viên đã đề nghị khoản tiền bảo lãnh 10 triệu Ringgit (2,4 triệu USD) và tịch thu hộ chiếu của bà Rosmah, đồng thời yêu cầu tòa án không cho bà tiếp xúc với bất kỳ nhân chứng nào.
Ngày 15 tháng 11 năm 2018, Rosmah bị buộc tội nhận hối lộ liên quan đến một dự án năng lượng Mặt trời, trị giá gần 300 triệu USD.Đó là các dự án cung cấp và lắp đặt thanh năng lượng Mặt trời tại hơn 300 trường học. Rosmah bị cáo buộc đã đòi khoản tiền lót tay khoảng 45 triệu USD từ công ty Jepak Holdings trong năm 2016 để đảm bảo công ty này được kí hợp đồng trong dự án năng lượng Mặt trời. Rosmah đã không nhận tội đối với các cáo buộc này.
Ngày 1 tháng 9 năm 2022, Rosmah đã bị tòa án ở Kuala Lumpur kết tội tìm kiếm và nhận hối lộ để đổi lấy các hợp đồng chính phủ. Tòa án tuyên bà Rosmah 10 năm tù và buộc bà nộp số tiền phạt cao kỷ lục 970 triệu ringgit (216,45 triệu USD).
Kể từ khi Najib nhậm chức Thủ tướng vào năm 2009, Rosmah thường xuyên bị chỉ trích vì tiêu xài, mua sắm quá đáng ở nước ngoài.

### Vụ bê bối khai thác gỗ ở Pahang
Vào ngày 26 tháng 10 năm 1987, lãnh đạo đối lập Lim Kit Siang đã yêu cầu Cơ quan Chống tham nhũng (Anti-Corruption Agency - ACA) điều tra về việc làm thế nào Najib, người đóng vai trò là Tổng Thư ký Pahang, có thể phê duyệt một dự án khai thác gỗ trên diện tích 2000 mẫu chỗ cho một cư dân của một khu nhà ở giá rẻ. Ông yêu cầu ACA điều tra xem người được cấp phép khai thác gỗ có thực sự là người đại diện cho Najib không.

### Vụ bê bối LCS
Najib đã bị liên quan đến việc lạm dụng quỹ tiền mua các tàu chiến bờ biển (LCS). Có một quan niệm rằng Najib là "người quyết định mạnh nhất" trong việc bố trí mua LCS vì ông ta đồng thời là thủ tướng và bộ trưởng tài chính vào thời điểm đó (tháng 4 năm 2009). Vào tháng 8 năm 2022, Najib nhận xét rằng dự án đã được giao cho nhà thầu Boustead Naval Shipyard Sdn Bhd vì nó thuộc sở hữu của Hội đồng Quỹ Lực lượng Vũ trang (LTAT) và tất cả lợi nhuận từ dự án sẽ được chuyển cho quân đội.

### Vụ án giết người Altantuya Shaariibuu
Sinh năm 1978, Altantuya Shaaribuu thông thạo các thứ tiếng Mông Cổ, tiếng Anh và tiếng Trung. Cô có hai con với hai người chồng cũ. Được coi là một phụ nữ Mông Cổ tài sắc.
Altantuya mất tích bên ngoài nhà của Abdul Razak Baginda, trước đây là một người bạn thân của Najib, vào ngày 19 tháng 10 năm 2006. Cô không bao giờ được nhìn thấy sống lại. Ba tuần sau đó, xác của cô được tìm thấy trong một khu rừng ở Selangor. Năm 2008, Abdul Razak được Tòa án Cấp cao tuyên bố vô tội về tội việc cùng tham gia giết Altantuya. Năm 2015, Trung sĩ Azilah Hadri và Cảnh sát Sirul Azhar Umar đã bị tuyên có tội giết hại cô và bị kết án tử hình.
Vào năm 2007, một nhân chứng người Mông Cổ đã gây sửng sốt trong tòa khi tiết lộ rằng Altantuya đã được chụp ảnh cùng một quan chức chính phủ Malaysia có tên là 'Najib' khi cùng nhau ăn một bữa. Thám tử Balasubramaniam cũng liên kết Najib với Altantuya trong một tuyên bố theo quy định (statutory declaration - SD) vào ngày 3 tháng 7 năm 2008. Najib đã lặp đi lặp lại rằng ông không biết Altantuya hoặc ông không liên quan đến cái chết của cô. Trong quá trình xem lại vụ án Altantuyaa, Tommy Thomas, Bộ trưởng Tư pháp Malaysia từ 2018 đến 2020, đã viết rằng bằng chứng "liên quan không chỉ đến Najib Razak như người đã ra lệnh cho [một trong hai vệ sĩ] giết hại, mà còn đến sĩ quan phụ tá của ông, Musa Safri".
Ngày 16 tháng 12 năm 2019, truyền thông Malaysia "Malaysiakini" (Malaysia ngày nay) đưa tin, Azilah Hadri, một sĩ quan cảnh sát từng làm việc cho Najib nói anh ta đã giết chết người phụ nữ Mông Cổ theo lệnh của Najib. Anh ta thừa nhận trong một văn bản tòa án rằng Najib đã ra lệnh cho anh ta "bắt giữ và tiêu diệt" Altantuya, người được coi là một điệp viên nước ngoài. Najib, trong bộ đồ truyền thống của người Hồi giáo và có vợ cùng con gái đứng bên cạnh, tại đền thờ Hồi giáo Masjid Jamek ở Kuala Lumpur ngày 20/12 nói: "Tại đền thờ thiêng liêng này, tôi thề rằng tôi chưa từng ra lệnh cho bất cứ cá nhân nào giết hại người phụ nữ Mông Cổ tên Altantuya Shaariibuu. Tôi đứng đây cùng với sự thật".
Để biết thêm chi tiết, vui lòng xem "Murder of Shaariibuugiin Altantuyaa"

### Malaysia như một Quốc gia Hồi giáo
Vào ngày 17 tháng 7 năm 2007, Najib nói rằng Malaysia là một quốc gia Hồi giáo và không phải là quốc gia thế tục. Ông nói:
| “ | Hồi giáo là tôn giáo chính thức và chúng ta là một Quốc gia Hồi giáo - Malaysia. | ” |

| “ | Nhưng quốc gia Hồi giáo không có nghĩa là chúng ta không tôn trọng quyền của người không theo Hồi giáo. | ” |

| “ | Người Hồi giáo và người không theo Hồi giáo đều có quyền và chúng ta bảo vệ quyền của người không theo Hồi giáo. | ” |

Những nhận xét của Najib về việc khẳng định rằng đất nước chưa bao giờ là một quốc gia thế tục đã làm phiền nhiều người không theo Hồi giáo. Lời nhận xét của ông đã nhận được phản ứng từ các luật sư, các đảng đối lập và các nhà lãnh đạo tôn giáo, chỉ trích chính phủ đã bỏ qua lịch sử và hiến pháp của Malaysia, mà cuối cùng các cơ quan chính phủ đã ra lệnh cho phương tiện truyền thông chính thống không đề cập đến chủ đề này.

### Thuế Hàng hóa và Dịch vụ (GST)
Ngày 25 tháng 10 năm 2014, Najib cho biết, Thuế Hàng hóa và Dịch vụ (GST) 6% sẽ được chính thức áp dụng vào 1/4/2015, và ước tính sẽ thu ngân sách 23,2 tỷ RM (7,25 tỷ USD).

### Trường hợp phỉ báng Lâm Lương Thực
Vào ngày 27 tháng 10 năm 2015, Najib đã đệ đơn kiện Lâm Lương Thực(Ling Liong Sik) vì tội phỉ báng. Anh ta bị cáo buộc trong đơn kiện rằng Lâm Lương Thực đã đăng những nhận xét phỉ báng cáo buộc anh ta liên quan đến vụ bê bối 1Malaysia Development Berhad vào ngày 3 tháng 10 năm đó và đăng nó trên một trang web tin tức. Vào ngày 22 tháng 5 năm 2018, Najib đã rút đơn kiện và đồng ý trả khoản phí 25.000 RM.

### Luật an ninh mới "phản dân chủ"
Tháng 12/2015 Quốc hội Malaysia thông qua bộ luật mới về an ninh quốc gia, cho phép chính phủ toàn quyền ban hành thiết quân luật trong những vùng bị cho là "an ninh bị đe dọa". Theo giải thích của Najib đây là một công cụ chống khủng bố nhắm vào Malaysia.
Nhưng giới bảo vệ nhân quyền tố cáo chính quyền của Najib sử dụng luật an ninh mới vừa có hiệu lực tại Malaysia ngày 01/08/2016 để tự vệ trước hàng loạt những lời kêu gọi đòi ông từ chức. Theo lãnh đạo một nhóm nghiên tại Kuala Lumpur được AFP trích dẫn, luật an ninh mới của Malaysia nhằm "hù dọa người biểu tình" chống Najib, và đây là phương tiện để Najib nhiệm củng cố quyền lực. Laurent Meillan giám đốc Cơ quan Nhân Quyền Liên Hiệp Quốc tại khu vực Đông Nam Á thì lo ngại với công cụ pháp lý này, những quyền cơ bản của con người sẽ bị chà đạp tại Malaysia.

### Kìm hãm quyền tự do báo chí
Ngày 12 tháng 3 năm 2016, Hai nhà báo Australia đã bị bắt giữ trong một khoảng thời gian ngắn ở Malaysia sau khi tìm cách hỏi Najib về các cáo buộc tham nhũng.
Hãng ABC cho biết phóng viên Linton Besser và nhà quay phim Louie Eroglu đã bị bắt tại thành phố Kuching sau khi tiếp cận ông Najib khi ông bước vào một đền thờ Hồi giáo. Hai phóng viên này đã bị lực lượng an ninh của thủ tướng Malaysia bao vây và thẩm vấn trong một khoảng thời gian ngắn trước khi được phép rời đi. Nhưng ông Besser và Eroglu lại bị bắt khi họ trở về khách sạn và bị thẩm vấn 6 giờ đồng hồ tại một đồn cảnh sát. Hai phóng viên đã được thả, nhưng phải tiếp tục ở lại Malaysia cho tới khi Tổng chưởng lý Mohamed Apandi Ali quyết định xem liệu họ có bị truy tố vì tội can thiệp công việc của một công chức đang làm nhiệm vụ hay không.
Ngoại trưởng Australia Julie Bishop hôm 14 tháng 3 nói rằng bà "quan ngại về các trường hợp đàn áp tự do ngôn luận, đặc biệt tại các quốc gia dân chủ", cũng như việc đàn áp "tự do mà các nhà báo cần để làm việc." Bà cho biết ông Besser và Eroglu đang nhận được hỗ trợ từ lãnh sự quán Australia.

### "Chán cơm, thèm hạt"
Ngày 22 tháng 2 năm 2018, Najib vừa phải đối mặt với làn sóng chỉ trích sau khi chia sẻ, mình đã bỏ ăn cơm, và lựa chọn loại thực phẩm đắt đỏ hơn để thay thế là hạt quinoa (hạt diêm mạch).
"Tôi không ăn cơm. Tôi ăn hạt quinoa. Con trai tôi giới thiệu loại thực phẩm này cho tôi," ông Najib nói, đồng thời giải thích thêm rằng hạt quinoa chứa tỷ lệ carbohydrate và đường ít hơn so với gạo.
"Nó tốt hơn là gạo đấy," Najib cho biết.
Gạo là một trong những loại thực phẩm được tiêu thụ nhiều nhất tại Malaysia. Nó từng được chính phủ nước này trợ giá cho đến tận năm 2015.
Những chia sẻ của Najib về hạt quinoa – loại hạt có nguồn gốc từ Nam Mỹ, đã nhận được những bình luận trái chiều trên mạng xã hội.
Cựu Thủ tướng Malaysia Mahathir Mohamad, ứng cử viên Thủ tướng đối lập, đã bày tỏ sự ủng hộ với sự lựa chọn truyền thống của người dân Malaysia."Tôi chỉ ăn gạo địa phương", ông Mahathir viết trên Twitter.
Một nhà lãnh đạo đối lập khác, Lim Kit Siang nói, ông chưa từng nghe đến hạt quinoa. "Cuộc bầu cử lần thứ 14 sẽ là sự đối đầu giữa quinoa và gạo..." chính trị gia này phát biểu.
Ngày 23 tháng 2 năm 2018, Văn phòng Thủ tướng Malaysia ra thông cáo cho biết, hạt quinoa là một phần trong chế độ ăn uống lành mạnh của Najib và đã được bác sỹ khuyến cáo.

### Phạm quy định phòng chống dịch Covid-19
Ngày 6 tháng 5 năm 2021, Najib bị phạt 3.000 ringgit (729 USD), trong khi nhà hàng cơm gà mà ông lui tới bị phạt 10.000 ringgit (2.429 USD) do vi phạm quy định phòng chống dịch Covid-19.
The Star hôm 6-5 dẫn lời quan chức quận Dang Wangi, Mohamad Zainal Abdullah, cho biết vụ việc xảy ra tại một nhà hàng cơm gà ở quận Bukit Bintang, thủ đô Kuala Lumpur - Malaysia vào ngày 19-3.
Quản lý nhà hàng Nasi Ayam Hainan Chee Meng, Yeok Wei Hao, đã bị phạt 10.000 ringgit (2.429 USD) vì không hướng dẫn Najib quét mã QR Mysejahtera cũng như khai báo y tế trước khi đi vào nhà hàng.
Riêng Najib bị phạt 3.000 ringgit (729 USD) do không tiến hành đo thân nhiệt và không khai báo thông tin.
Theo ông Mohamad Zainal, cả Najib lẫn nhà hàng đều bị phạt vì vi phạm Quy định 19 về phòng ngừa và kiểm soát các bệnh truyền nhiễm. Ông Zainal nói: "Chúng tôi kêu gọi công chúng tuân thủ quy tắc do Hội đồng an ninh quốc gia đưa ra để chống lại sự lây lan dịch Covid-19".

## Uy tín
Nhiều chính trị gia xếp Najib là một trong những "tệ nhất thủ tướng trong lịch sử Malaysia".
Vào ngày 28 tháng 7 năm 2015, tạp chí Time đã đề xuất Tổng thống Hoa Kỳ Barack Obama nên tránh xa Najib. Đứng đầu danh sách năm lý do để Obama làm như vậy là vụ bê bối 1MDB. Ngoài vụ bê bối 1MDB, danh sách cũng nhấn mạnh việc giam giữ cựu lãnh đạo đối lập Anwar Ibrahim có khả năng bị động lực chính trị và những lần lập lịch không nhất quán trong việc bãi bỏ Đạo luật Chống nổi dậy 1948 và các luật cho phép giam giữ không cần phiên tòa. Bài viết cũng nhấn mạnh rằng Umno đã ủng hộ những nỗ lực của PAS để thi hành hudud và đặc biệt nhấn mạnh vụ án giết người của công dân Mongolia Altantuya Shaariibuu mà đã liên quan đến Najib.
Ngày 2 tháng 2 năm 2016, FinanceAsia đã đánh giá Najib là Bộ trưởng Tài chính tệ nhất năm 2016. Tạp chí cho biết năm 2015 đã là một năm khó khăn đối với nền kinh tế Malaysia, với "cú đánh kép" của vụ bê bối 1MDB và sự sụp đổ giá dầu.